# Дідковська Лариса Іванівна
Лари́са Іва́нівна Дідко́вська (14 травня 1960, Червоноград) — українська вчена-психолог, ректор Українського вільного університету (УВУ).

## Біографічні дані
Лариса Дідковська народилася в Червонограді. З 1967 по 1977 рік навчалася в Червоноградській середній школі № 10, яку закінчила з відзнакою. 1978 року вступила на факультет психології Харківського університету (спеціальність — «психологія»), який закінчила у 1983-му, здобувши диплом психолога й викладача психології.
З 1994 по 1999 рік Лариса Дідковська навчалася у Віденській школі психотерапіі за програмою Європейської асоціації психотерапії (спеціальність — «гештальт-терапія»). 2001 року у Відні здобула міжнародний сертифікат психотерапевта цієї асоціації. У 1999—2003 роках навчалася в аспірантурі Інституту психології ім. Г. С. Костюка НАПН України й 2023 року здобула ступінь кандидата психологічних наук, захистивши дисертацію на тему «Особливості бачення майбутнього старшокласниками із соматичними розладами».
Навчалася також за трьома програмами Паризької школи гештальту — «Робота з сексуальністю в гештальт-терапії», «Робота з тілесністю» і «Робота з тілесністю у воді». За останні дві одержала відповідні сертифікати.
З 1983 року Лариса Дідковська провадить професійну діяльність психолога-практика, психолога-експерта й організаційного психолога-консультанта у різних медичних та освітніх установах. З 1999 року вона працює як індивідуальний та груповий психотерапевт, супервізор, навчаючий тренер, ведучий психотерапевтичних груп і навчальних проєктів, фахівець у галузі кризового супроводу. Спеціалізується також у когнітивно-поведінковій психотерапії та схемотерапії. У 2007—2011 роках Лариса Дідковська працювала психотерапевтом у Торонто.
1990 року вона почала викладати на кафедрі психології Львівського національного університету імені Івана Франка. Також читала лекції у Львівському інституті менеджменту та Міжрегіональній Академії управління персоналом.
В Українському вільному університеті викладає з 2015 року. У 2016-му Ларисі Дідковській присвоєно звання професора УВУ. 2017 року вона очолила кафедру психології, а у 2019-му обняла посаду декана філософського факультету УВУ.
7 травня 2024 року Лариса Дідковська стала ректором Українського вільного університету.
З початку повномасштабної російсько-української війни вона активно підтримувала соціальні програми УВУ, зокрема працювала супервізором у волонтерському проєкті «Ґрунт».
У січні 2024 року Лариса Дідковська організувала та проводить навчання в сертифікатній програмі УВУ за участі Інституту психосоціальних досліджень і розвитку особистості в Оснабрюці, де готують консультантів з подолання наслідків пережитих травматичних подій.
У її доробку понад 50 наукових та навчально-методичних праць, понад 40 наукових публікацій, зокрема чотири навчальні посібники, підручник, чотири наукові монографії, 12 навчально-методичних програм, 26 наукових статей, 16 тез доповідей на конференціях. У Лариси Дідковської багато публікацій, інтерв'ю та виступів у мас-медіа. Вона
активна учасниця міжнародних та українських наукових конференцій, конгресів і семінарів (Франція, Італія, Англія, Іспанія, Польща, Ірландія та інші).

## Членство у професійних організаціях
- Європейська асоціація психотерапії[2]
- Європейська асоціація гештальт-терапії (член Комітету прав людини та соціальної відповідальності)
- Онтарійська асоціація працівників ментального здоров'я (з 2007 року)
- Українська спілка психотерапевтів (з 2001 року; голова секції гештальт-терапії, навчаючий тренер та супервізор)
- Українська асоціація гештальт-терапії (з 2006 року; президент)

Лариса Дідковська вільно володіє українською та російською мовами, має високий рівень спілкування англійською та польською.
Одружена з Анатолієм Дідковським — психологом, викладачем Українського вільного університету, має сина.

## Окремі наукові праці
- Дідковська Л. І. «Батькам про дітей, дітям про батьків. Наша ідентичність». — Львів: Ліга-Прес, 2006. — 73 с. ІSBN 966-397-043-Х
- Дідковська Л. І. «Чоловікам про жінок, жінкам про чоловіків». — Львів: Ліга-Прес, 2006. — 71 с. ІSBN 966-397-047-2, 5
- Лариса Дідковська. «Світ наших почуттів. Ми володіємо почуттями чи почуття володіють нами». — Львів: Ліга-Прес, 2006
- Дідковська Л. І. «Психосоматика: основи психодіагностики та психотерапії»: навч. посіб.: [для вищ. навч. закл.]. — Львів: ЛНУ ім. І. Франка, 2010. — 263 с. ISBN 978-966-613-679-7
- Дідковська Л. І., Дідковський А. П. «Психологія потенційного емігранта». — Львів: Растр-7, 2023. 596 с. ISBN 978-617-829-625-4

## Нагороди і відзнаки
- 2020 — Медаль «За зцілення людських душ» (від імені Всеукраїнського об'єднання «Країна»)[1]